# August Föppl
August Otto Föppl (Groß-Umstadt, 25 de janeiro de 1854 — Münsing, 12 de outubro de 1924) foi um engenheiro alemão.
Pai de Ludwig Föppl.
August Föppl estudou engenharia na Universidade Técnica de Darmstadt. Lecionou da Escola de Artesãos (Baugewerkschule) de Holzminden e na Universidade de Ciências Aplicadas de Leipzig (Hochschule für Technik, Wirtschaft und Kultur Leipzig).
De 1893 a 1922 foi professor de Mecânica Aplicada e Estática Gráfica na Universidade Técnica de Munique.
Föppl realiou experimentos com giroscópios e vibração. Introduziu na mecânica o símbolo de Föppl.
Arnold Sommerfeld o caracterizou como "um pesquisador e professor talentoso em todos os ramos da mecânica aplicada", informando ainda que Föppl foi o primeiro a utilizar o cálculo vetorial de Oliver Heaviside na Alemanha. seu livro Einführung in die Maxwellsche Theorie der Elektrizität (Leipzig, 1894) foi o primeiro em alemão sobre a teoria do Eletromagnetismo de James Clerk Maxwell. Este livro foi uma das fontes que Albert Einstein utilizou em seus estudos sobre a eletrodinâmica de corpos móveis e em sua relatividade restrita.
Um de seus primeiros doutorandos foi Ludwig Prandtl, que mais tarde viria a ser seu genro.

## Família
Casou com Emilie Schenck (1856–1924). Foram seus filhos Gertrud (∞ Ludwig Prandtl), Otto Föppl (1885–1963; professor de mecânica técnica na Universidade Técnica de Braunschweig), Else (∞ Hans Thoma, 1887–1973, professor de eletrotécnica na Universidade de Karlsruhe) e Ludwig Föppl (1887–1976; engenheiro mecânico na Universidade Técnica de Munique).

## Obras
- Lebenserinnerungen, R. Oldenbourg 1925
- com Otto Föppl: Grundzüge der Festigkeitslehre, Teubner 1923
- com Ludwig Föppl: Drang und Zwang, 2 Volumes, Oldenbourg 1920, 3. Edição 1941/43
- Vorlesungen über Technische Mechanik. Teubner Verlag. Volume 1: Einführung in die Mechanik, 5. Edição 1917, Volume 2: Graphische Statik, 3. Edição 1912, Volume 3: Festigkeitslehre, 5. Edição 1914, Volume 4: Dynamik, 4. Edição 1914, Volume 5: Die wichtigsten Lehren der Elastizitätstheorie 1905, Volume 6: Die wichtigsten Lehren der höheren Dynamik, 1910
  - Inicialmente de 1897 a 1900. Edições posteriores pela Oldenbourg Verlag, por exemplo Volume 3, 15. Edição 1951, onde seus filhos foram editores
- com Max Abraham: Theorie der Elektrizität, Volume 1: Einführung in die Maxwellsche Theorie der Elektrizität, Teubner, 4. Edição 1912 (primeiro como autor único 1894)
- Das Fachwerk im Raum, 1892
- Geometrie der Wirbelfelder 1897